# 宮川慎一郎
宮川 慎一郎（みやがわ しんいちろう、1983年12月2日 - ）は、日本の現代音楽作曲家。

## 略歴
山梨県出身。桐朋学園大学卒業、東京藝術大学大学院(修士課程)修了。作曲を佐藤公一郎、金子仁美、野平一郎の各氏に師事する。武生作曲賞入選。トロンボーンピースオブザイヤー優勝。
現在、桐朋女子高等学校、桐朋学園大学、相愛大学、各非常勤講師。